# Gymnopetalum
Gymnopetalum là một chi thực vật có hoa trong họ Cucurbitaceae.

## Loài
Chi Gymnopetalum gồm các loài:
| - Gymnopetalum calyculatum - Gymnopetalum ceylanicum - Gymnopetalum ceylonicum - Gymnopetalum chinense - Gymnopetalum cochinchinense - Gymnopetalum heterophyllum - Gymnopetalum horsfleldii - Gymnopetalum integrifolium - Gymnopetalum japonicum - Gymnopetalum leucostichum | - Gymnopetalum leucostictum - Gymnopetalum monoicum - Gymnopetalum penicaudii - Gymnopetalum piperifolium - Gymnopetalum quinquelobatum - Gymnopetalum quinquelobum - Gymnopetalum septemlobum - Gymnopetalum tubiflorum - Gymnopetalum weberi - Gymnopetalum wightii - Gymnopetalum zeylanicum |